# Фестиваль искусств
Фестива́ль иску́сств (рус. Arts festival) — фестиваль, который может охватывать широкий спектр видов искусства, включая музыку, танец, кино, изобразительное искусство, поэзию. В русском языке под словом фестиваль как правило подразумевается как правило то, что по-английски называется arts festival, в то время как в английском языке фестивалем также могут именовать и уличные выставки-ярмарки.
Фестивали искусств могут включать в себя смешанную программу, включающую музыку, литературу, комедию, развлекательные программы для детей, науку или уличный театр, и, как правило, они представлены на площадках в течение определённого периода времени, начиная от дня или выходных до месяца. Каждое мероприятие в рамках программы обычно проходит отдельно.
Содержание таких фестивалей в значительной степени определяется художественным руководителем, определяющим общее художественное направление мероприятия, которое может охватывать различные жанры.
Ещё один вид фестивалей искусств — это музыкальные фестивали, которые представляют собой музыкальные мероприятия на открытом воздухе, обычно охватывающие выходные, с участием групп различных музыкальных жанров, включая поп, рок, хэви-метал и многие другие. С 1960-х годов мировые музыкальные фестивали стали популярными в самых разных странах. Самый известный музыкальный фестиваль — Вудсток, который состоялся в 1969 году в Бетеле, штат Нью-Йорк. Его посетили более 400 000 человек.

## История
Одни из самых старых фестивалей искусств проводятся в Англии. Фестиваль трех хоров на западе Англии был основан как «ежегодное музыкальное собрание» в 1719 году. Другой — фестиваль Норфолк и Норидж, который впервые состоялся в 1772 году. Крупнейшим фестивалем искусств в Англии в наши дни является Brighton Festival Fringe.
Ведущими фестивалями искусств считаются Эдинбургский фестиваль, Аделаидский фестиваль, Сиднейская биеннале, Авиньонский фестиваль в Авиньоне, Франция, международный музыкальный фестиваль Хансан Тэчхоп в Тхонъёне, Южная Корея, и фестиваль искусств Санскрити, Упван, Индия.